# 不食周粟
不食周粟指殷商遗民伯夷、叔齊二人在商亡后以食周粟為恥，便隱居於首陽山採薇而食。有婦人曰：「子義不食周粟，此亦周之草木也。」二人羞憤絕食而死，葬於首陽山的故事。

## 內容
伯夷和叔齊本是孤竹國國君的二子，其父死後遺命叔齊繼位，但叔齊認為伯夷是長子遂讓位於他。伯夷認為父命不可違而逃，叔齊隨之。
武王伐紂時車載著文王的牌位行軍。伯夷、叔齊叩馬進諫：「父死不葬，爰及干戈，可謂孝乎？以臣弒君，可謂忠乎？」衛士欲殺之，姜太公曰：「此義士也。」衛士便沒有傷害而把他們趕走了。
武王會八百諸侯於洛阳孟津，渡河後與紂王軍隊交戰於牧野。紂王因奴隸陣前倒戈而敗，後自焚於鹿台，商朝滅亡了。伯夷、叔齊二人以食周粟為恥，便隱居於首陽山採薇而食。有婦人曰：「子義不食周粟，此亦周之草木也。」二人羞憤絕食而死，葬於首陽山。

## 評價
歷代對伯夷、叔齊推崇備至，稱其二人為「二賢人」、「二君子」，唐朝韓愈和柳宗元都曾撰文稱頌，惟獨西漢東方朔不以為然，說這兩人是「古之愚夫」，認為「賢者居世，與之推移，不凝滯於物。」